# Parapenaeon expansus
Parapenaeon expansus är en kräftdjursart som beskrevs av M. Bourdon1979. Parapenaeon expansus ingår i släktet Parapenaeon och familjen Bopyridae. Inga underarter finns listade i Catalogue of Life.